# Beats Electronics
Beats By Dr. Dre ou Beats Electronics é uma empresa norte-americana de headphones e equipamentos de áudio de propriedade da Apple. Situada antes em Santa Monica, ganhou nova sede em Culver City, Los Angeles na Califórnia. A companhia foi fundada pelo famoso rapper Dr. Dre, junto a Interscope-Geffen-A&M, comandada por Jimmy Iovine. No começo foram licenciadas várias tecnologias de áudios para serem empregadas nos produtos da empresa, e sendo adquirido em 2012 o site de streaming MOG para a entrada no mercado musical online.
Entre 2009 e 2012 os produtos eram fabricados pela empresa Monster Cable, mas, com a expiração do contrato, a Beats Electronics passou a fabricar seus próprios produtos. Em 2014, a Apple anunciou que adquiriu a Beats por 3 bilhões de dólares.

## História
A empresa foi fundada em 2006 e lançou seu primeiro produto em 2008, os auscultadores Beats By Dr. Dre Studio. A Monster Cable conseguiu um contrato de 5 anos para que os headphones da Beats By Dr. Dre fossem fabricados e desenvolvidos por ela. Para promover os produtos, cantores de Pop e Hip-hop americanos foram contratados. Assim começou a propaganda dos produtos em videoclipes musicais.
Em agosto de 2011, a fabricante de telemóveis e smartphones HTC adquiriu uma participação de 50,1% da Beats por 309 milhões de dólares. A compra foi feita para que a campanha pudesse concorrer com outras fabricantes e incorporar as tecnologias Beats By Dre em seus aparelhos. Apesar disso, a HTC permitiu que a empresa continuasse a operar como uma empresa autônoma.
Em 12 de Janeiro de 2012, a BusinessWeek informou que a Beats e a Monster não haviam renovado contrato e iriam acabar a parceria até o final de 2012. Como resultado, a Beats começou a fabricar seus próprios produtos, e teve como objetivo dobrar o quadro de funcionários para 300. A Monster também passou a fabricar seus próprios fones de ouvidos competindo indiretamente com a empresa do Dr. Dre. Seus produtos são voltados para um público mais velho. Em outubro de 2012, a Beats revelou seus dois primeiros produtos após o rompimento com a Monster , lovine acreditava que a empresa teria mais autocontrole sobre seu próprio destino. Ele comentou: "Some of our competitors are cheap engineers who have never been to a recording studio. You can't just stick someone's name on a headphone that doesn't know anything about sound" ou em tradução livre: "Alguns de nossos concorrentes são engenheiros baratos que nunca estiveram em um estúdio de gravação. Você não pode colocar o nome de alguém que não sabe nada sobre musica em um fone".

### HTC vende sua parte
Em Julho de 2012, a HTC vendeu metade de sua parte por U$150 milhões, mas manteve-se como a maior acionista, com 25,1%.Em Agosto de 2013, surgiram boatos de que os fundadores da Beats planejavam comprar a parte que ainda estava com a HTC para irem em busca de um novo parceiro. No dia 27 de Setembro de 2013, a HTC confirmou que venderia sua parte até o final do ano,  enquanto ao mesmo tempo o Grupo Carlyle faria um investimento minoritário na empresa de Dr. Dre e lovine.

### Aquisição pela Apple
Em 8 de maio de 2011, surgem boatos sobre a compra da Beats pela Apple Inc. pelo valor de US$ 3,2 bilhões, a aquisição envolveria o serviço de streaming Beats Music e a divisão que fabrica fones de ouvido e alto-falantes. No dia 28 de maio de 2012, a Apple confirmou a compra da Beats por US$3 bilhões através de uma nota em seu site.
No dia 28 de maio de 2013, foi feito o anúncio oficialmente pela Apple, a aquisição da Beats Electronics por US$ 3 bilhões (cerca de R$ 16,6 bilhões). No comunicado oficial, a Apple afirma que a negociação inclui uma oferta de compra de cerca de US$ 2,6 bilhões à vista e aproximadamente US$ 400 milhões que serão pagos ao longo do tempo com ações.
Com isso, os headphones da Beats só poderiam ser utilizados pela HP até maio de 2015, pois, seriam fabricados apenas para ser utilizados em iOS. Um dia após o anúncio, foi lançado o Solo².

## Produtos

### Áudio Pessoal

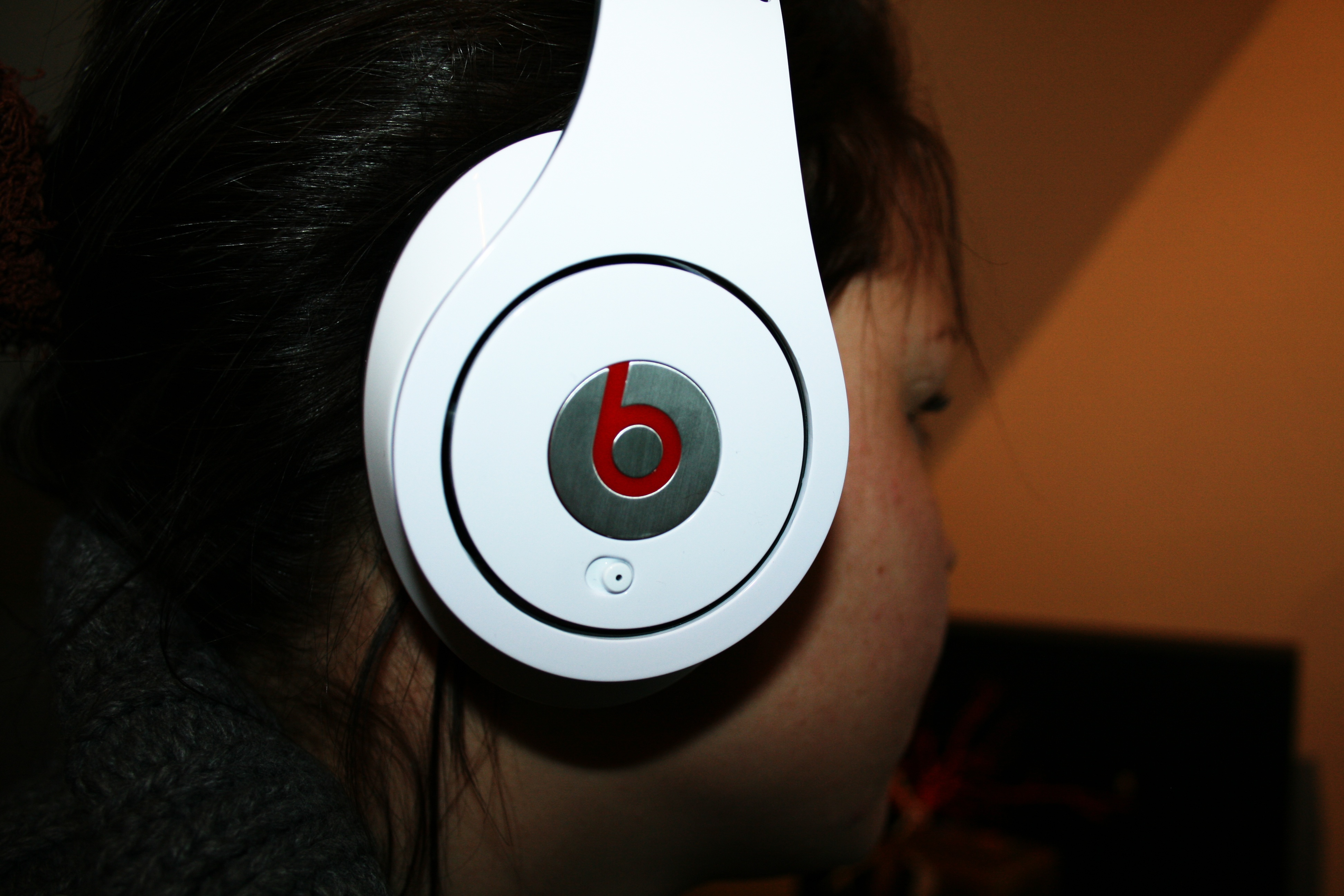
Beats By Dre Studio

Inicialmente, os primeiros produtos eram chamados apenas de Beats By Dr. Dre Headphones, no qual o slogan afirmava que com os produtos era possível ouvir a verdadeira música, ouvir o que artista ouve e ouvir a música da maneira correta: da forma que ela é feita.Em outubro de 2012, foram lançados os primeiros produtos frutos do rompimento com a Monster: O Beats Executive com sistema de cancelamento de ruídos, e o Beats By Dre Pill alto-falante portátil.
A lista atualmente é
Beats Studio,
Beats Pro,
Beats Studio 2013,
Beats Solo,
Beats Solo HD,
Beats Solo 2,
Beats Solo Wireless,
Beats Studio Wireless,
Beats Studio 2013,
Beats Executive,
Power Beats,
IBeats,
UrBeats,
HeartBeats (edição especial Lady Gaga),
JustBeats (edição especial Justin Bieber),
Beats Pro Detox (edição especial Dr. Dre),
Beats Pro Weezy (edição especial Lil Wayne),
BeatBox,
BeatBox Portable,
Beats Pill,
Beats Pill XL.

### Som Automotivo
Em 2011, um contrato entre a Chrysler e a Beats, permitiu que a tecnologia de áudio da empresa de Dr. Dre fosse implementada nos carros fabricados pela Chrysler. O primeiro veículo no âmbito dessa parceria foi o Chrysler 300S 2012, um carro de luxo que veio incluso com 10 alto-falantes Beats.
Em 2014, a Fiat anunciou que, a partir de 2015, os modelos do Fiat 500 terão um opcional para o som automotivo do carro, da marca Beats, que viria equipado com seis alto-falantes, um subwoofer e um amplificador.

### Áudio Beats
A empresa passou a licenciar a tecnologia Beats e o nome da marca para outras fabricantes. Entre elas está a HP, que passou a implementar essas tecnologias nos computadores pessoais fabricados por ela.Originalmente reservado para a linha premium de laptops Envy, o sistema já está incluso em praticamente todos os produtos fabricados atualmente.
Ao adquirir ações da companhia, a HTC passou a implementar essas mesmas tecnologias em seus smartphones, sendo os primeiros: HTC Sensation XE/XL e, logo depois, a linha HTC One.